# Voo Pulkovo Airlines 612
O Voo Pulkovo Airlines 612 foi um voo regular de passageiros em 22 de agosto de 2006, operado pela Pulkovo Aviation Enterprise, voando do Aeroporto de Anapa, Anapa, para o Aeroporto de Pulkovo, São Petersburgo, Rússia. A aeronave caiu no Oblast de Donetsk na Ucrânia, perto da fronteira com a Rússia, após o avião estolar por um erro do piloto em meio a uma tempestade. Todas as 170 pessoas a bordo morreram.
O acidente foi o maior e mais mortal acidente aéreo de 2006. Na época, foi o acidente mais mortal da história moderna da Ucrânia e o segundo mais mortal na RSS Ucrânia após a colisão aérea de Dniprodzerzhynsk de 1979. O número de mortos foi ultrapassado em 2014, quando o Voo Malaysia Airlines 17 foi abatido a 64 km a leste de onde o Voo 612 havia caído, também localizado no Oblast de Donetsk, matando todas as 298 pessoas a bordo no mais mortal abate aéreo de uma única aeronave na história da aviação.